# 카세아
카세아(Casea)는 멸종한 반룡의 한 속이다. 몸길이는 1.2 미터 정도로, 여러 모로 유사한 카세오이데스보다 조금 작았다. 카세아는 최초의 육상 초식 동물 중 하나로, 디메트로돈, 에리옵스 등과 동시대에 서식했다.
카세아는 몸통이 아주 무겁고 투실투실한 데 반해 두개골은 이상하게 작다. 흉곽이 엄청나게 늘어져 있는데, 아마 식물을 발효시키기 위한 커다란 내장을 수납하기 위한 것으로 보인다. 카세아과의 다른 반룡들과 마찬가지로 카세아는 아래턱에 이빨이 없고, 위턱에 무딘 이빨이 나 있다. 이것은 카세아가 양치식물 등 상대적으로 거친 식물을 뜯어먹고 산 초식동물이었음을 보여주고 있다.